# Rolf & Co.

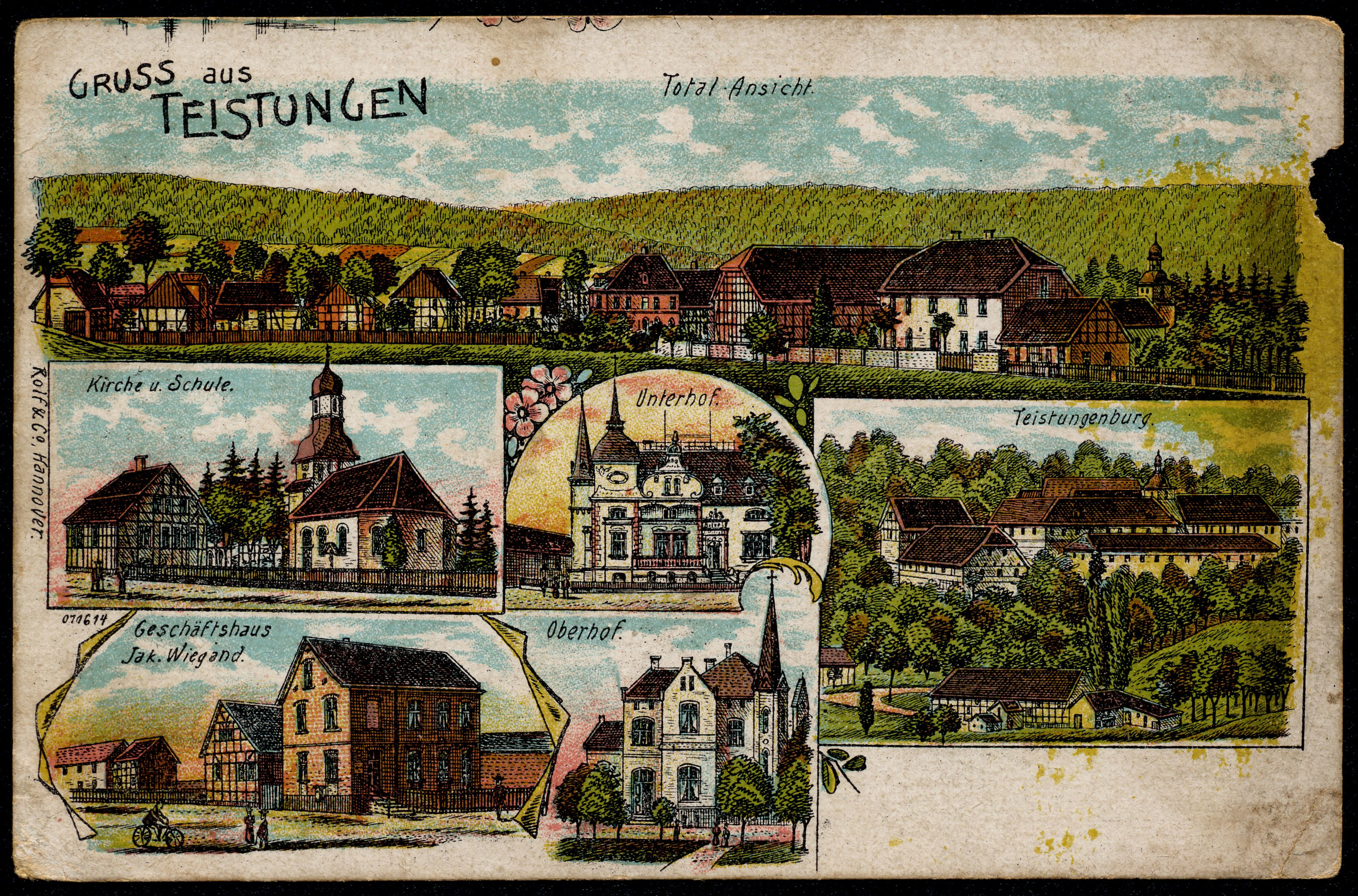
„Gruss aus Teistungen“;
Chromolithografie Nr. 071614, um 1900

Rolf & Co. war ein Ende des 19. Jahrhunderts gegründeter, überregional tätiger Ansichtskarten-Verlag. Zeitweilig stellte sich die Firma auf ihren Rechnungsvordrucken ihren Kunden als Kunst- und Kolorieranstalt dar sowie als „Ansichtspostkarten-Verlag“ mit einem weiteren Schwerpunkt auf „Luxuspapierwaren“.
Ihren Sitz hatte die Firma, die anfangs ergänzend einen Papiergroßhandel betrieb, in der Sextrostraße 13a in Hannover-Südstadt.
1932 firmierte das Unternehmen als Kunstanstalt; Mitte der 1930er Jahre wurde das Unternehmen als Kunstverlag geführt; Inhaberin war Helene Rolf, geborene Stopp. Ernst Stopp firmierte unterdessen noch als reiner „Ansichtskarten-Verlag“, nun unter der Adresse Am Kleinen Felde 5.

## Chromolithographierte Bildpostkarten
In der Frühzeit der Ansichtskartenherstellung in Deutschland produzierte das Unternehmen unter anderem künstlerisch gezeichnete und chromolithografierte Bildpostkarten für kleinere Orte. So zeigt beispielsweise der „Gruss aus Teistungen“ –  die mit einer führenden Null gekennzeichnete Bildpostkarte Nummer 071614 – eine quer über die Karte gezeichnete Vedute, darunter in verschiedenen Schmuckrahmen zum Teil künstlerisch animierte Einzelbilder von „Kirche u. Schule, Unterhof, Teistungenburg, Geschäftshaus Jak. Wiegand“ sowie den Oberhof des Ortes.
Die chromolithografierte Bildpostkarte mit der Nummer 071625 mit einem „Gruss aus Silberhausen“ zeigt ebenfalls eine gezeichnete „Total-Ansicht“, darunter drei einfach und mit floralen Schmuck umrahmte  Einzelansichten von Gebäuden Silberhausens.

## Lichtdrucke und spätere Aufnahmen

1908: Raddampfer Kaiser Wilhelm auf der Weser bei Polle;
kolorierter Lichtdruck

Unter den im Lichtdruck vervielfältigen Postkarten des Unternehmens finden sich mehrere zehntausend fortlaufend nummerierte Motive, darunter wenige in bunter Nachbearbeitung, aus zahlreichen Regionen Deutschlands. Mitunter finden sich auf den Karten von Rolf & Co. auch Hinweise auf andere Verleger beziehungsweise Auftraggeber. Unter den Herstellern von Bildpostkarten zählt Rolf & Co zählte zu den „großen, überregional operierenden Unternehmungen“.
| Datum | Nummer | Ort                       | Text/Bild                                                        | Region                | Beleg                                      | weiterer Verlag |  |
| ----- | ------ | ------------------------- | ---------------------------------------------------------------- | --------------------- | ------------------------------------------ | --------------- |  |
| 1906  |        | Tripkau (Amt Neuhaus)     | Molkerei. Post u. Geschäftshaus Dr. Röhrs. Kirche                | Landkreis Lüneburg    | ansichtskarten-lexikon.de                  |                 |  |
| 1906  | 6327   | Wellingholzhausen         | kolorierte „Künstlerkarte“                                       | Landkreis Osnabrück   | ansichtskarten-lexikon.de                  |                 |  |
| 1907  | 7724   | Neuhaus im Solling        | Ansicht vom Mädchenberg. Hotel zum braunen Hirsch, Otto Ziem     | Landkreis Holzminden  | Zeno.org                                   |                 |  |
| 1908  | 9042   | Wasserschloss Darfeld     | Schloss Darfeld.                                                 | Kreis Coesfeld        | ansichtskarten-lexikon.de                  |                 |  |
| 1910  | 10968  | Wasserschloss Tatenhausen | Schloß Tatenhausen                                               | Kreis Gütersloh       | Zeno.org                                   |                 |  |
| 1911  | 12293  | Rhede (Ems)               | Dortmund-Ems-Kanalbrücke. Geschäftshaus A. Musswessels. Kirche   | Landkreis Emsland     | ansichtskarten-lexikon.de                  |                 |  |
| 1916  | 13856  | Brockhagen                | Gruß aus Brockhagen (Kirche und Pfarrhaus)                       | Kreis Gütersloh       | Gemeindearchiv Steinhagen, Signatur Ak 162 |                 |  |
| 1917  | 18066  | Kreiensen, Burg Greene    | Greener Burg                                                     | Landkreis Northeim    | Zeno.org                                   |                 |  |
| 1919  | 19175  | Rathaus Schwalenberg      | Schwalenberg in Lippe, Rathaus                                   | Kreis Lippe           | Zeno.org                                   |                 |  |
| 1920  | 20101  | Delbrück                  | Gruß aus Delbrück i. Westf. (2 Frauen in Trachten). Kreuzkapelle | Kreis Paderborn       | ansichtskarten-lexikon.de                  |                 |  |
| 1929  | 29131  | Stromberg (Oelde)         | Stromberg i. Westf.                                              | Kreis Warendorf       | ansichtskarten-lexikon.de                  | W. Hagehülsmann |  |
| 1931  | 31057  | Schloss Petershagen       | Petershagen a. d. Weser, Schloß                                  | Kreis Minden-Lübbecke | ansichtskarten-lexikon.de                  | F. Ovenbeck     |  |
| 1931  | 31117  | Bersenbrück               | Kath. Kirche und Amtsgericht                                     | Landkreis Osnabrück   | ansichtskarten-lexikon.de                  |                 |  |